# Nacionalno prvenstvo ZDA 1954 - moški posamično
Rezultati Nacionalnega prvenstva ZDA 1954 v tenisu za moške posamično.

## Postavljeni igralci
Seznam postavljenih igralcev. Vic Seixas je postal prvak, za ostale je v oklepaju navedeno kdaj so izpadli.
1. Tony Trabert (četrtfinale)
2. Lew Hoad (četrtfinale)
3. Vic Seixas (prvak)
4. Ken Rosewall (polfinale)
5. Ham Richardson (polfinale)
6. Sven Davidson (četrti krog)
7. Arthur Larsen (četrtfinale)
8. Rex Hartwig (finale)
9. Eddie Moylan (četrti krog)
10. Lennart Bergelin (tretji krog)
11. Straight Clark (tretji krog)
12. Neale Fraser (četrti krog)
13. Gardnar Mulloy (četrti krog)
14. Owen Williams (četrti krog)
15. Tom Brown (četrtfinale)
16. Kosei Kamo (tretji krog)
17. Tut Bartzen (tretji krog)
18. Lorne Main (tretji krog)
19. Bill Talbert (četrti krog)
20. Roger Becker (tretji krog)